# Formazione degli Eloy
La rock band ha conosciuto numerosi cambi di line-up; alcuni di questi, talvolta corrispondenti anche ad un cambio di stile, hanno segnato i vari cicli nei quali è suddivisa la storia del gruppo. Fin dai primi anni settanta la band è stata frequentemente descritta come una sorta di fusione tra i Pink Floyd gli Hawkwind e i Jethro Tull, mentre i primi due album risentono di influenze di band quali i Blue Cheer e i Budgie. 

## Formazioni

### Attuale
- Frank Bornemann – voce, chitarra (1969–1984, 1988–presente)
- Klaus Peter Matziol – basso (1976–1984, 1988–present)
- Hannes Folberth – tastiera  (1979–1984, 1992–presente)
- Michael Gerlach – tastiera (1988–presente)
- Stephan Emig – batteria (2018–presente)

### Ex componenti
- Manfred Wieczorke – chitarra (1969–1974)
- Fritz Randow – batteria (1972–1975, 1981–1984)
- Luitjen Jansen – basso (1973–1975;morto nel 2008)
- Detlef  Schwaar – chitarra (1975)
- Detlev Schmidtchen –  tastiera (1976–1979)
- Jürgen Rosenthal – batteria (1976–1979)
- Jim McGillivray – batteria (1979–1981)
- Hannes Arkona –  chitarra (1979–1984)
- Steve Mann - chitarra, tastiera (1998-2009)
- Bodo Schopf – batteria (1998–2016)

## Storico degli ex componenti
| 1969-1972     | - Frank Bornemann - chitarra - Erich Schriever - voce, tastiera - Manfred Wieczorke - chitarra, basso, voce - Helmuth Draht - batteria - Wolfgang Stöcker - basso       |
| 1973          | - Frank Bornemann - chitarra, voce - Manfred Wieczorke - organo, chitarra, voce - Wolfgang Stöcker - basso - Fritz Randow - batteria                                    |
| 1974          | - Frank Bornemann - chitarra, voce - Manfred Wieczorke - organo, chitarra, voce - Luitjen Jansen - basso - Fritz Randow - batteria                                      |
| 1975          | - Frank Bornemann - chitarra, voce - Detlef "Pitter" Schwaar - chitarra - Manfred Wieczorke - organo, chitarra, voce - Luitjen Jansen - basso - Fritz Randow - batteria |
| 1976-1979     | - Frank Bornemann - chitarra, voce - Klaus-Peter Matziol - basso - Detlev Schmidtchen - tastiera - Jürgen Rosenthal - batteria                                          |
| 1980-1981     | - Frank Bornemann - chitarra, voce - Klaus-Peter Matziol - basso - Hannes Arkona - chitarra - Hannes Folberth - tastiera - Jim McGillivray - batteria                   |
| 1982-1984     | - Frank Bornemann - chitarra, voce - Klaus-Peter Matziol - basso - Hannes Arkona - chitarra - Hannes Folberth - tastiera - Fritz Randow - batteria                      |
| 1984-1987     | Il gruppo si è sciolto |
| 1988-1993     | - Frank Bornemann - chitarra, voce - Michael Gerlach - tastiera |
| 1994-1997     | - Frank Bornemann - chitarra, voce - Michael Gerlach - tastiera - Klaus-Peter Matziol - basso                                                                           |
| 1998-2009     | - Frank Bornemann - chitarra, voce - Michael Gerlach - tastiera - Klaus-Peter Matziol - basso - Bodo Schopf - batteria                                                  |
| 2009-2016     | - Frank Bornemann - chitarra, voce - Hannes Folberth - tastiera - Michael Gerlach - tastiera - Klaus-Peter Matziol - basso - Bodo Schopf - batteria                     |
| 2016-2018     | - Frank Bornemann - chitarra, voce - Hannes Folberth - tastiera - Michael Gerlach - tastiera - Klaus-Peter Matziol - basso - Kristof Hinz - batteria                    |
| 2018-presente | - Frank Bornemann - chitarra, voce - Hannes Folberth - tastiera - Michael Gerlach - tastiera - Klaus-Peter Matziol - basso - Stephan Emig - batteria                    |